# Серокур-ле-Гран
Сероку́р-ле-Гран (фр. Seraucourt-le-Grand) — коммуна во Франции, находится в регионе Пикардия. Департамент коммуны — Эна. Входит в состав кантона Рибмон. Округ коммуны — Сен-Кантен.
Код INSEE коммуны — 02710.

## Население
Население коммуны на 2010 год составляло 789 человек.
| 1962 | 1968 | 1975 | 1982 | 1990 | 1999 | 2010 |
| ---- | ---- | ---- | ---- | ---- | ---- | ---- |
| 615  | 540  | 544  | 614  | 738  | 713  | 789  |

## Экономика
В 2010 году среди 547 человек трудоспособного возраста (15—64 лет) 366 были экономически активными, 181 — неактивными (показатель активности — 66,9 %, в 1999 году было 68,7 %). Из 366 активных жителей работали 320 человек (169 мужчин и 151 женщина), безработных было 46 (28 мужчин и 18 женщин). Среди 181 неактивных 45 человек были учениками или студентами, 53 — пенсионерами, 83 были неактивными по другим причинам.